# UCI Europe Tour 2013
Die UCI Europe Tour 2013 ist die neunte Austragung des zur Saison 2005 vom Weltradsportverband UCI eingeführten europäischen Straßenradsport-Kalenders unterhalb der UCI ProTour (seit 2011: UCI WorldTour), der zu den UCI Continental Circuits gehört. Die Saison begann am 27. Januar 2013 mit dem Grand Prix Cycliste la Marseillaise und endete im Oktober 2013.
Die Eintagesrennen und Etappenrennen der UCI Europe Tour waren in drei Kategorien (HC, 1 und 2) eingeteilt. Bei jedem Rennen wurden Punkte für eine Wertung vergeben. An dieser Wertung nahmen die Professional Continental Teams und die Continental Teams teil. An den einzelnen Rennen können auch ProTeams teilnehmen, die von Fahrern der ProTeams erzielten Platzierungen bleiben aber für das Ranking außer Betracht.

## Gesamtstand
(Endstand: 20. Oktober 2013)
| Platz | Fahrer              |             | Team | Punkte |
| ----- | ------------------- | ----------- | ---- | ------ |
| 1.    | Riccardo Zoidl      | Osterreich  | GMS  | 531,5  |
| 2.    | Bryan Coquard *     | Frankreich  | EUC  | 484    |
| 3.    | Davide Rebellin     | Italien     | CDT  | 430    |
| 4.    | Matej Mugerli       | Slowenien   | ADR  | 387    |
| 5.    | Thomas Voeckler     | Frankreich  | EUC  | 369    |
| 6.    | Michaël Van Staeyen | Belgien     | TSV  | 367    |
| 7.    | Radoslav Rogina     | Kroatien    | ADR  | 354    |
| 8.    | Jonathan Hivert     | Frankreich  | SOJ  | 334    |
| 9.    | Witalij Buz         | Ukraine     | KLS  | 320,67 |
| 10.   | Gerald Ciolek       | Deutschland | MTN  | 315    |
| 11.   | Patrik Sinkewitz    | Deutschland | MKT  | 290    |
| 12.   | Dylan van Baarle *  | Niederlande | RB3  | 288    |
| 13.   | Jan Bárta           | Tschechien  | TNE  | 285,9  |
| 14.   | Davide Villella *   | Italien     |      | 283    |
| 15.   | Yannick Martinez    | Frankreich  | LPM  | 276    |
| 16.   | Martin Elmiger      | Schweiz     | IAM  | 268    |
| 17.   | Petr Vakoč *        | Tschechien  | AWT  | 266,25 |
| 18.   | Witalij Popkow      | Ukraine     | ISD  | 260,67 |
| 19.   | Sacha Modolo        | Italien     | BAR  | 247    |
| 20.   | Iwan Rowny          | Russland    | NAN  | 242    |
|       | ...                 |             |      |        |
| 39.   | Jempy Drucker       | Luxemburg   | AJW  | 171    |

| Platz | Team                          |             | Punkte  |
| ----- | ----------------------------- | ----------- | ------- |
| 1.    | Team Europcar                 | Frankreich  | 1502,6  |
| 2.    | IAM Cycling                   | Schweiz     | 1334,34 |
| 3.    | Topsport Vlaanderen-Baloise   | Belgien     | 1168,5  |
| 4.    | Androni Giocattoli-Venezuela  | Italien     | 1149,2  |
| 5.    | Gourmetfein Simplon           | Osterreich  | 1028    |
| 6.    | Adria Mobil                   | Slowenien   | 1000    |
| 7.    | Vini Fantini-Selle Italia     | Italien     | 927,4   |
| 8.    | CCC Polsat Polkowice          | Polen       | 907,34  |
| 9.    | Sojasun                       | Frankreich  | 891,5   |
| 10.   | Rabobank Development Team     | Niederlande | 877     |
| 11.   | Cofidis, Solutions Crédits    | Frankreich  | 851     |
| 12.   | Bardiani Valvole-CSF Inox     | Italien     | 850     |
| 13.   | Kolss Cycling Team            | Ukraine     | 835,35  |
| 14.   | Etixx-iHNed                   | Tschechien  | 805,25  |
| 15.   | Caja Rural-Seguros RGA        | Spanien     | 795     |
| 16.   | Team NetApp-Endura            | Deutschland | 761,2   |
| 17.   | La Pomme Marseille            | Frankreich  | 750     |
| 18.   | Leopard-Trek Continental Team | Luxemburg   | 687,01  |
| 19.   | Bretagne-Séché Environnement  | Frankreich  | 662     |
| 20.   | Crelan-Euphony                | Belgien     | 620     |

| Platz | Nation                 | Punkte  |
| ----- | ---------------------- | ------- |
| 1.    | Frankreich             | 2753,25 |
| 2.    | Italien                | 2742,2  |
| 3.    | Belgien                | 1772,17 |
| 4.    | Deutschland            | 1570    |
| 5.    | Spanien                | 1494    |
| 6.    | Niederlande            | 1441,25 |
| 7.    | Tschechien             | 1433,22 |
| 8.    | Ukraine                | 1365,69 |
| 9.    | Slowenien              | 1276    |
| 10.   | Österreich             | 1227    |
| 11.   | Russland               | 1161,67 |
| 12.   | Schweiz                | 1111,01 |
| 13.   | Dänemark               | 947     |
| 14.   | Polen                  | 851,34  |
| 15.   | Portugal               | 705,67  |
| 16.   | Schweden               | 676     |
| 17.   | Lettland               | 587,67  |
| 18.   | Norwegen               | 578,25  |
| 19.   | Kroatien               | 538     |
| 20.   | Vereinigtes Königreich | 498,5   |
|       | ...                    |         |
| 28.   | Luxemburg              | 262     |

| Platz | Nation (U23)           | Punkte |
| ----- | ---------------------- | ------ |
| 1.    | Niederlande            | 1264   |
| 2.    | Frankreich             | 1253,5 |
| 3.    | Italien                | 866    |
| 4.    | Dänemark               | 757,5  |
| 5.    | Belgien                | 734,92 |
| 6.    | Deutschland            | 646    |
| 7.    | Slowenien              | 600    |
| 8.    | Tschechien             | 455,92 |
| 9.    | Norwegen               | 373,75 |
| 10.   | Spanien                | 251    |
| 11.   | Lettland               | 249    |
| 12.   | Vereinigtes Königreich | 249    |
| 13.   | Österreich             | 201    |
| 14.   | Russland               | 197    |
| 15.   | Schweden               | 153    |
| 16.   | Slowakei               | 126    |
| 17.   | Israel                 | 119    |
| 18.   | Aserbaidschan          | 103    |
| 19.   | Belarus                | 93     |
| 20.   | Schweiz                | 91     |
|       | ...                    |        |
| 33.   | Luxemburg              | 16     |

* U23-Fahrer

Zu den Regeln der einzelnen Ranglisten: 

## Rennkalender

### Januar
| Datum  | Rennen                              | Kat. | Sieger          | Team               |
| ------ | ----------------------------------- | ---- | --------------- | ------------------ |
| 27.    | Grand Prix Cycliste la Marseillaise | 1.1  | Justin Jules    | La Pomme Marseille |
| 30.–3. | Étoile de Bessèges                  | 2.1  | Jonathan Hivert | Sojasun            |

### Februar
| Datum   | Rennen                        | Kat. | Sieger              | Team                       |
| ------- | ----------------------------- | ---- | ------------------- | -------------------------- |
| 3.      | Trofeo Palma                  | 1.1  | Kenny Dehaes        | Lotto Belisol              |
| 4.      | Trofeo Migjorn                | 1.1  | Leigh Howard        | Orica GreenEdge            |
| 5.      | Trofeo Deià                   | 1.1  | Alejandro Valverde  | Movistar                   |
| 6.      | Platja de Muro                | 1.1  | Leigh Howard        | Orica GreenEdge            |
| 6.–10.  | Tour Méditeranéen             | 2.1  | Thomas Lövkvist     | IAM Cycling                |
| 14.–17. | Volta ao Algarve              | 2.1  | Tony Martin         | Omega Pharma-Quick Step    |
| 16.     | Trofeo Laigueglia             | 1.1  | Filippo Pozzato     | Lampre-Merida              |
| 16.–17. | Tour du Haut Var              | 2.1  | Arthur Vichot       | FDJ.fr                     |
| 17.–20. | Vuelta a Andalucía            | 2.1  | Alejandro Valverde  | Movistar                   |
| 23.     | Omloop Het Nieuwsblad         | 1.HC | Luca Paolini        | Katusha                    |
| 23.     | Vuelta a Murcia               | 1.1  | Daniel Navarro      | Cofidis, Solutions Crédits |
| 23.     | La Drôme Classic              | 1.1  | abgesagt            |                            |
| 23.     | Beverbeek Classic             | 1.2  | Nicky van der Lijke | Rabobank Development Team  |
| 24.     | Clásica de Almería            | 1.HC | Mark Renshaw        | Belkin-Pro Cycling Team    |
| 24.     | Classic Sud Ardèche           | 1.1  | Mathieu Drujon      | BigMat-Auber 93            |
| 24.     | Gran Premio di Lugano         | 1.1  | abgesagt            |                            |
| 24.     | Kuurne–Brüssel–Kuurne         | 1.1  | abgesagt            |                            |
| 27.     | Le Samyn                      | 1.1  | Alexei Zatewitsch   | Katusha                    |
| 28.     | Gran Premio Città di Camaiore | 1.1  | Peter Sagan         | Cannondale Pro Cycling     |

### März
| Datum   | Rennen                                    | Kat. | Sieger               | Team                          |
| ------- | ----------------------------------------- | ---- | -------------------- | ----------------------------- |
| 2.      | Strade Bianche                            | 1.1  | Moreno Moser         | Cannondale Pro Cycling        |
| 2.      | Ster van Zwolle                           | 1.2  | Dylan van Baarle     | Rabobank Development Team     |
| 1.–3.   | Driedaagse van West-Vlaanderen            | 2.1  | Kristof Vandewalle   | Omega Pharma-Quick Step       |
| 3.      | Roma Maxima                               | 1.1  | Blel Kadri           | AG2R La Mondiale              |
| 3.      | Grand Prix de la Ville de Lillers         | 1.2  | Benoît Daeninck      | CC Nogent-sur-Oise            |
| 6.      | Trofej Umag                               | 1.2  | Aljaž Hočevar        | Adria Mobil                   |
| 9.      | Ronde van Drenthe                         | 1.1  | Alexander Wetterhall | Team NetApp-Endura            |
| 10.     | Dwars door Drenthe                        | 1.1  | abgesagt             |                               |
| 10.     | Omloop van het Waasland                   | 1.2  | Pieter Jacobs        | Topsport Vlaanderen-Baloise   |
| 10.     | Dorpenomloop Rucphen                      | 1.2  | Dylan van Baarle     | Rabobank Development Team     |
| 10.     | Poreč Trophy                              | 1.2  | Matej Mugerli        | Adria Mobil                   |
| 10.     | Kattekoers                                | 1.2  | Jérôme Baugnies      | To Win-Josan Cycling Team     |
| 10.     | Paris–Troyes                              | 1.2  | Jean-Marc Bideau     | Bretagne-Séché Environnement  |
| 14.     | Gran Premio Nobili Rubinetterie           | 1.1  | Bob Jungels          | RadioShack Leopard            |
| 14.–17. | Istrian Spring Trophy                     | 2.2  | Matej Mugerli        | Adria Mobil                   |
| 15.     | Handzame Classic                          | 1.1  | Kenny Dehaes         | Lotto Belisol                 |
| 16.     | Classic Loire Atlantique                  | 1.1  | Edwig Cammaerts      | Cofidis, Solutions Crédits    |
| 17.     | Cholet-Pays de Loire                      | 1.1  | Damien Gaudin        | Team Europcar                 |
| 17.     | Grand Prix de la Ville de Nogent-sur-Oise | 1.2  | Alexander Kamp       | Team Cult Energy              |
| 17.     | Gran Premio San Giuseppe                  | 1.2  | Luca Chirico         | Trevigiani Dynamon Bottoli    |
| 18.–24. | Tour de Normandie                         | 2.2  | Silvan Dillier       | BMC Development Team          |
| 20.     | Dwars door Vlaanderen                     | 1.HC | Oscar Gatto          | Vini Fantini-Selle Italia     |
| 20.–24. | Settimana Internazionale                  | 2.1  | Diego Ulissi         | Lampre-Merida                 |
| 20.–24. | Volta ao Alentejo                         | 2.2  | Jasper Stuyven       | Bontrager Cycling Team        |
| 23.     | Košice-Miskolc                            | 1.2  | Michal Kolář         | Dukla Trenčín Trek            |
| 23.–24. | Critérium International                   | 2.HC | Chris Froome         | Sky ProCycling                |
| 26.–28. | Driedaagse van De Panne-Koksijde          | 2.HC | Sylvain Chavanel     | Omega Pharma-Quick Step       |
| 29.–31. | Le Triptyque des Monts et Châteaux        | 2.2  | Fábio Silvestre      | Leopard-Trek Continental Team |
| 30.–31. | Boucle de l'Artois                        | 2.2  | Fredrik Ludvigsson   | Team People4you-Unaas Cycling |
| 29.     | Route Adélie de Vitré                     | 1.1  | Alessandro Malaguti  | Androni Giocattoli-Venezuela  |
| 30.     | Gran Premio Miguel Induráin               | 1.1  | Simon Špilak         | Katusha                       |
| 30.     | Volta Limburg Classic                     | 1.1  | Rüdiger Selig        | Katusha                       |
| 31.     | Val d’Ille Classic                        | 1.1  | Nacer Bouhanni       | FDJ.fr                        |
| 31.     | Vuelta a La Rioja                         | 1.1  | Francesco Lasca      | Caja Rural-Seguros RGA        |

### April
| Datum   | Rennen                                          | Kat.   | Sieger              | Team                              |
| ------- | ----------------------------------------------- | ------ | ------------------- | --------------------------------- |
| 1.      | Giro del Belvedere                              | 1.2U   | Stefan Küng         | BMC Development Team              |
| 2.      | Gran Premio Palio del Recioto                   | 1.2U   | Caleb Ewan          | Australien                        |
| 2.–5.   | Circuit Cycliste Sarthe                         | 2.1    | Pierre Rolland      | Team Europcar                     |
| 3.      | Scheldeprijs                                    | 1.HC   | Marcel Kittel       | Team Argos-Shimano                |
| 3.–7.   | Grand Prix of Sochi                             | 2.2    | Witalij Buz         | Kolss Cycling Team                |
| 4.      | Grand Prix Pino Cerami                          | 1.1    | Jonas Vangenechten  | Lotto Belisol                     |
| 5.–7.   | Circuit des Ardennes                            | 2.2    | Riccardo Zoidl      | Gourmetfein Simplon               |
| 6.      | Ronde van Vlaanderen (U23)                      | 1.Ncup | Rick Zabel          | Deutschland                       |
| 7.      | Klasika Primavera                               | 1.1    | Rui Costa           | Movistar                          |
| 7.      | Grand Prix Šenčur                               | 1.2    | Radoslav Rogina     | Adria Mobil                       |
| 7.      | Trofeo Banca Popolare di Vicenza                | 1.2U   | Michele Scartezzini | Trevigiani Dynamon Bottoli        |
| 9.      | Paris–Camembert                                 | 1.1    | Pierrick Fédrigo    | FDJ.fr                            |
| 10.     | Brabantse Pijl                                  | 1.HC   | Peter Sagan         | Cannondale Pro Cycling            |
| 10.     | La Côte Picarde                                 | 1.Ncup | Caleb Ewan          | Australien                        |
| 10.–14. | Tour du Loir-et-Cher                            | 2.2    | Tino Thömel         | Team NSP-Ghost                    |
| 11.     | Grand Prix de Denain                            | 1.1    | Arnaud Démare       | FDJ.fr                            |
| 12.–14. | Vuelta a Castilla y León                        | 2.1    | Rubén Plaza         | Movistar                          |
| 13.     | Tour du Finistère                               | 1.1    | Cyril Gautier       | Team Europcar                     |
| 13.     | Trofeo Edil C                                   | 1.2    | Andrea Zordan       | Zalf Euromobil Désirée Fior       |
| 13.     | Lüttich–Bastogne–Lüttich Espoirs                | 1.2    | Michael Valgren     | Team Cult Energy                  |
| 13.     | ZLM Tour                                        | 1.Ncup | Yoeri Havik         | Niederlande                       |
| 14.     | Tro-Bro Léon                                    | 1.1    | Francis Mourey      | FDJ.fr                            |
| 14.     | Giro dell’Appennino                             | 1.1    | abgesagt            |                                   |
| 14.     | Grand Prix of Donetsk                           | 1.2    | Anatolij Pachtussow | ISD Continental Team              |
| 14.     | Zellik-Galmaarden                               | 1.2    | abgesagt            |                                   |
| 16.–19. | Giro del Trentino                               | 2.HC   | Vincenzo Nibali     | Astana Pro Team                   |
| 16.–20. | Toscana-Terra di ciclismo                       | 2.Ncup | abgesagt            |                                   |
| 17.–21. | Grand Prix of Adygeya                           | 2.2    | Andrij Chripta      | Kolss Cycling Team                |
| 20.     | Banja Luka-Belgrade I                           | 1.2    | Michal Kolář        | Dukla Trenčín Trek                |
| 20.     | Arno Wallaard Memorial                          | 1.2    | Coen Vermeltfoort   | Cyclingteam de Rijke-Shanks       |
| 20.     | Grand Prix Herning                              | 1.2    | Lasse Norman Hansen | Blue Water Cycling                |
| 21.     | La Roue Tourangelle                             | 1.1    | Mickaël Delage      | FDJ.fr                            |
| 21.     | Gran Premio de Llodio                           | 1.1    | abgesagt            |                                   |
| 21.     | Paris-Mantes-en-Yvelines                        | 1.2    | Nicolas Baldo       | Atlas Personal-Jakroo             |
| 21.     | Ronde van Noord-Holland                         | 1.2    | Dylan Groenewegen   | Cyclingteam de Rijke-Shanks       |
| 21.     | Rutland-Melton International CiCLE Classic      | 1.2    | Ian Wilkinson       | Team UK Youth                     |
| 21.     | Banja Luka-Belgrade II                          | 1.2    | Matej Mugerli       | Adria Mobil                       |
| 21.–28. | Presidential Cycling Tour of Turkey             | 2.HC   | Mustafa Sayar       | Torku Şekerspor                   |
| 25.     | Gran Premio della Liberazione                   | 1.2U   | Ilja Koschewoj      | Big Hunter Seanese                |
| 25.–1.  | Tour de Bretagne                                | 2.2    | Riccardo Zoidl      | Gourmetfein Simplon               |
| 26.     | Skive–Løbet                                     | 1.2    | Patrick Clausen     | Team Cult Energy                  |
| 27.     | Gran Premio Industria & Artigianato di Larciano | 1.1    | Mauro Santambrogio  | Vini Fantini-Selle Italia         |
| 27.     | Himmerland Rundt                                | 1.2    | Yoeri Havik         | Cyclingteam de Rijke-Shanks       |
| 27.     | Zuid Oost Drenthe Classic I                     | 1.2    | Jeff Vermeulen      | Metec-TKH Continental Cyclingteam |
| 28.     | Giro della Toscana                              | 1.1    | Mattia Gavazzi      | Androni Giocattoli-Venezuela      |
| 28.     | Trophée des Grimpeurs                           | 1.1    | abgesagt            |                                   |
| 28.     | Destination Thy                                 | 1.2    | Constantino Zaballa | Christina Watches-Onfone          |
| 28.     | Gran Premio Industrie del Marmo                 | 1.2    | Luca Benedetti      | Bedogni-Natalini-Anico            |
| 28.     | Zuid Oost Drenthe Classic II                    | 1.2    | Brian van Goethem   | Metec-TKH Continental Cyclingteam |

### Mai
| Datum   | Rennen                                     | Kat. | Sieger                  | Team                                 |
| ------- | ------------------------------------------ | ---- | ----------------------- | ------------------------------------ |
| 1.      | Rund um den Finanzplatz Eschborn-Frankfurt | 1.HC | Simon Špilak            | Katusha                              |
| 1.      | Rund um den Finanzplatz Eschborn-FF (U23)  | 1.2U | Lasse Norman Hansen     | Blue Water Cycling                   |
| 1.      | Memoriał Andrzeja Trochanowskiego          | 1.2  | Konrad Dąbkowski        | BDC-Marcpol Team                     |
| 1.      | 1 Meiprijs                                 | 1.2  | Coen Vermeltfoort       | Cyclingteam de Rijke-Shanks          |
| 1.      | Mayor Cup                                  | 1.2  | Witalij Buz             | Kolss Cycling Team                   |
| 1.      | Trofeo Papà Cervi                          | 1.2  | abgesagt                |                                      |
| 1.–5.   | Quatre Jours de Dunkerque                  | 2.HC | Arnaud Démare           | FDJ.fr                               |
| 1.–5.   | Tour de Azerbaijan                         | 2.2  | Serhij Hretschyn        | Torku Şekerspor                      |
| 1.–5.   | Carpathian Couriers Race                   | 2.2U | Stefan Poutsma          | Cyclingteam Jo Piels                 |
| 2.      | Memorial of Oleg Dyachenko                 | 1.2  | Alexander Rybakow       | RusVelo                              |
| 3.      | Grand Prix of Moscow                       | 1.2  | Iwan Kowaljow           | RusVelo                              |
| 3.      | Grand Prix Dobrich I                       | 1.2  | abgesagt                |                                      |
| 3.–5.   | Szlakiem Grodów Piastowskich               | 2.1  | Jan Bárta               | Team NetApp-Endura                   |
| 4.      | Vuelta a la Comunidad de Madrid            | 1.1  | Javier Moreno           | Movistar                             |
| 4.      | Hadeland Grand Prix                        | 1.2  | Fredrik Strand Galta    | Team Øster Hus-Ridley                |
| 4.      | Berner Rundfahrt                           | 1.2  | Marcel Wyss             | IAM Cycling                          |
| 4.      | Ronde van Overijssel                       | 1.2  | Tom Vermeer             | Cyclingteam Jo Piels                 |
| 5.      | Ringerike Grand Prix                       | 1.2  | Reidar Bohlin Borgersen | Joker Merida                         |
| 5.      | Circuit de Wallonie                        | 1.2  | Sébastien Delfosse      | Crelan-Euphony                       |
| 5.      | Circuito del Porto                         | 1.2  | Paolo Simion            | Zalf Euromobil Désirée Fior          |
| 3.      | Grand Prix Dobrich II                      | 1.2  | abgesagt                |                                      |
| 5.–9.   | Five Rings of Moscow                       | 2.2  | Maxim Rasumow           | Itera-Katusha                        |
| 8.–12.  | Flèche du Sud                              | 2.2  | Michael Valgren         | Team Cult Energy                     |
| 8.–12.  | Giro del Friuli Venezia Giulia             | 2.2  | Jan Polanc              | Radenska                             |
| 9.      | Ronde van Limburg                          | 1.2  | Olivier Chevalier       | Wallonie-Bruxelles                   |
| 9.–12.  | Rhône-Alpes Isère Tour                     | 2.2  | Nico Sijmens            | Cofidis, Solutions Crédits           |
| 9.–12.  | Tour de Berlin                             | 2.2U | Mathias Møller Nielsen  | Blue Water Cycling                   |
| 10.–12. | Tour de Picardie                           | 2.1  | Marcel Kittel           | Team Argos-Shimano                   |
| 11.–12. | Vuelta a Asturias                          | 2.1  | Amets Txurruka          | Caja Rural-Seguros RGA               |
| 11.     | Classic Beograd-Čačak                      | 1.2  | Matej Mugerli           | Adria Mobil                          |
| 11.     | Scandinavian Race in Uppsala               | 1.2  | Alexander Gingsjö       | Team People4you-Unaas Cycling        |
| 12.     | Rund um Köln                               | 1.1  | Sébastien Delfosse      | Crelan-Euphony                       |
| 13.–18. | Olympia’s Tour                             | 2.2  | Dylan van Baarle        | Rabobank Development Team            |
| 15.–19. | Tour of Norway                             | 2.1  | Edvald Boasson Hagen    | Sky ProCycling                       |
| 15.–19. | Circuit de Lorraine                        | 2.1  | abgesagt                |                                      |
| 15.–19. | Griechenland-Rundfahrt                     | 2.2  | abgesagt                |                                      |
| 16.–19. | Ronde de l’Isard                           | 2.2U | Juan Ernesto Chamorro   | 472-Colombia                         |
| 18.     | Grand Prix Criquielion                     | 1.2  | Boris Vallée            | Color Code-Biowanze                  |
| 18.–19. | Paris-Arras Tour                           | 2.2  | Joey Rosskopf           | Hincapie Sportswear Development Team |
| 19.     | Neuseen Classic - Rund um die Braunkohle   | 1.1  | abgesagt                |                                      |
| 19.     | Omloop der Kempen                          | 1.2  | Eugenio Alafaci         | Leopard-Trek Continental Team        |
| 19.–26. | An Post Rás                                | 2.2  | Marcin Białobłocki      | Team UK Youth                        |
| 22.–26. | Ronde van België                           | 2.HC | Tony Martin             | Omega Pharma-Quick Step              |
| 22.–26. | Bayern-Rundfahrt                           | 2.HC | Adriano Malori          | Lampre-Merida                        |
| 24.     | Race Horizon Park 1                        | 1.2  | Denys Kostjuk           | Kolss Cycling Team                   |
| 24.–26. | Tour de Gironde                            | 2.2  | Juan Carlos Larrinaga   | Euskadi                              |
| 24.–26. | Course de la Paix (U23)                    | 2.2U | Toms Skujinš            | Lettland                             |
| 25.     | Grand Prix de Plumelec-Morbihan            | 1.1  | Samuel Dumoulin         | AG2R La Mondiale                     |
| 26.     | Boucles de l’Aulne                         | 1.1  | Matthieu Ladagnous      | FDJ.fr                               |
| 26.     | Race Horizon Park 2                        | 1.2  | Mychajlo Kononenko      | Kolss Cycling Team                   |
| 26.     | Trofeo Città di San Vendemiano             | 1.2U | Mark Džamastagič        | Sava                                 |
| 26.     | Paris–Roubaix (U23)                        | 1.2U | abgesagt                |                                      |
| 30.–1.  | Tour of Estonia                            | 2.1  | Gert Jõeäär             | Estland                              |
| 30.–2.  | Tour of Trakya                             | 2.2  | abgesagt                |                                      |

### Juni
| Datum   | Rennen                                       | Kat. | Sieger             | Team                                |
| ------- | -------------------------------------------- | ---- | ------------------ | ----------------------------------- |
| 2.      | Ronde van Zeeland Seaports                   | 1.1  | André Greipel      | Lotto Belisol                       |
| 2.      | Grand Prix Südkärnten                        | 1.2  | Julian Alaphilippe | Etixx-iHNed                         |
| 2.      | Memorial Philippe Van Coningsloo             | 1.2  | Michael Vink       | Neuseeland                          |
| 2.      | Trofeo Alcide Degasperi                      | 1.2  | Damien Howson      | Australien                          |
| 2.      | Coppa della Pace                             | 1.2  | Alessio Taliani    | Futura Team Matricardi              |
| 4.–7.   | Tour of Cappadocia                           | 2.2  | abgesagt           |                                     |
| 4.–8.   | Slowakei-Rundfahrt                           | 2.2  | Petr Vakoč         | Etixx-iHNed                         |
| 6.      | Grosser Preis des Kantons Aargau             | 1.1  | Michael Albasini   | Orica GreenEdge                     |
| 6.–9.   | Ronde de l’Oise                              | 2.2  | Vegard Breen       | Joker Merida                        |
| 7.–16.  | Giro Ciclistico d’Italia                     | 2.2  | abgesagt           |                                     |
| 8.      | Rīga-Jūrmala Grand Prix                      | 1.1  | Francesco Chicchi  | Vini Fantini-Selle Italia           |
| 8.–15.  | Thüringen-Rundfahrt                          | 2.2U | Dylan van Baarle   | Rabobank Development Team           |
| 9.      | ProRace Berlin                               | 1.1  | Marcel Kittel      | Team Argos-Shimano                  |
| 9.      | Jūrmala Grand Prix                           | 1.1  | Francesco Chicchi  | Vini Fantini-Selle Italia           |
| 9.      | Raiffeisen Grand Prix                        | 1.2  | Riccardo Zoidl     | Gourmetfein Simplon                 |
| 11.–16. | Serbien-Rundfahrt                            | 2.2  | Ivan Stević        | Tusnad Cycling Team                 |
| 12.–16. | Luxemburg-Rundfahrt                          | 2.HC | Paul Martens       | Belkin-Pro Cycling Team             |
| 12.–16. | Ster ZLM Toer                                | 2.1  | Lars Boom          | Belkin-Pro Cycling Team             |
| 13.–15. | Tour of Małopolska                           | 2.2  | Łukasz Bodnar      | Bank BGŻ                            |
| 13.–16. | Tour of Slovenia                             | 2.1  | Radoslav Rogina    | Adria Mobil                         |
| 13.–16. | Route du Sud                                 | 2.1  | Thomas Voeckler    | Team Europcar                       |
| 13.–16. | Boucles de la Mayenne                        | 2.2  | David Veilleux     | Team Europcar                       |
| 13.–16. | Tour des Pays de Savoie                      | 2.2  | Yoann Barbas       | Équipe Cycliste de l'Armée de Terre |
| 14.–16. | Oberösterreichrundfahrt                      | 2.2  | Riccardo Zoidl     | Gourmetfein Simplon                 |
| 16.     | Flèche Ardennaise                            | 1.2  | Silvan Dillier     | BMC Development Team                |
| 16.     | Celtic Chrono                                | 1.2  | abgesagt           |                                     |
| 19.     | Halle–Ingooigem                              | 1.1  | Kenny Dehaes       | Lotto Belisol                       |
| 26.     | Internationale Wielertrofee Jong Maar Moedig | 1.2  | Tim Declercq       | Topsport Vlaanderen-Baloise         |
| 26.–30. | Course de la Solidarité Olympique            | 2.1  | Witalij Popkow     | ISD Continental Team                |
| 29.     | Grand Prix Kranj                             | 1.1  | abgesagt           |                                     |
| 29.     | Omloop Het Nieuwsblad (U23)                  | 1.2  | Dimitri Claeys     | VL Technics-Abutriek                |
| 30.–6.  | Romanian Cycling Tour                        | 2.2  | Witalij Buz        | Kolss Cycling Team                  |
| 30.–7.  | Österreich-Rundfahrt                         | 2.HC | Riccardo Zoidl     | Gourmetfein Simplon                 |

### Juli
| Datum   | Rennen                                          | Kat. | Sieger                | Team                        |
| ------- | ----------------------------------------------- | ---- | --------------------- | --------------------------- |
| 6.–7.   | Vuelta a la Comunidad de Madrid (U23)           | 2.2U | Petr Vakoč            | Etixx-iHNed                 |
| 7.      | Giro del Medio Brenta                           | 1.2  | Federico Rocchetti    | Utensilnord Ora24.eu        |
| 7.      | Grand Prix de Pont à Marcq - La Ronde Pévèloise | 1.2  | Benoît Daeninck       | CC Nogent-sur-Oise          |
| 9.–14.  | Giro della Valle d’Aosta                        | 2.2U | Davide Villella       | Team Colpack                |
| 11.     | Grote Prijs van de Stad Geel                    | 1.2  | Yves Lampaert         | Topsport Vlaanderen-Baloise |
| 11.–14. | Sibiu Cycling Tour                              | 2.1  | Davide Rebellin       | CCC Polsat Polkowice        |
| 11.–14. | Czech Cycling Tour                              | 2.2  | Leopold König         | Tschechien                  |
| 14.     | Giro dell’Appennino                             | 1.1  | Davide Mucelli        | Ceramica Flaminia-Fondriest |
| 18.     | Europameisterschaft – Einzelzeitfahren (U23)    | CC   | Victor Campenaerts    | Belgien                     |
| 19.–21. | Troféu Joaquim Agostinho                        | 2.2  | Eduard Prades         | OFM-Quinta da Lixa          |
| 20.     | Miskolc Grand Prix                              | 1.2  | Sjarhej Papok         | Weißrussland                |
| 20.–24. | Tour de Wallonie                                | 2.HC | Greg Van Avermaet     | BMC Racing Team             |
| 21.     | Budapest Grand Prix                             | 1.2  | Krisztián Lovassy     | Utensilnord Ora24.eu        |
| 21.     | Europameisterschaft – Straßenrennen (U23)       | CC   | Sean De Bie           | Belgien                     |
| 23.–27. | Dookoła Mazowsza                                | 2.2  | Marcin Sapa           | BDC-Marcpol Team            |
| 23.–28. | Tour Alsace                                     | 2.2  | Silvio Herklotz       | Team Stölting               |
| 25.     | Prueba Villafranca de Ordizia                   | 1.1  | Daniel Teklehaimanot  | Orica GreenEdge             |
| 27.     | Grand Prix Kranj                                | 1.2  | Lukas Pöstlberger     | Gourmetfein Simplon         |
| 27.–29. | Kreiz Breizh Elites                             | 2.2  | Nick van der Lijke    | Rabobank Development Team   |
| 28.     | Polynormande                                    | 1.1  | José Gonçalves        | La Pomme Marseille          |
| 28.     | Trofeo Matteotti                                | 1.1  | Sébastien Reichenbach | IAM Cycling                 |
| 28.     | Sparkassen Giro Bochum                          | 1.1  | abgesagt              |                             |
| 28.     | Grand Prix de la ville de Pérenchies            | 1.2  | Melvin Rullière       | SCO Dijon                   |
| 31.     | Circuito de Getxo                               | 1.1  | Juan José Lobato      | Euskaltel Euskadi           |
| 31.–1.  | Paris–Corrèze                                   | 2.1  | abgesagt              |                             |
| 31.–2.  | Tour des Pyrénées                               | 2.2  | abgesagt              |                             |
| 31.–4.  | Post Danmark Rundt                              | 2.HC | Wilco Kelderman       | Belkin-Pro Cycling Team     |

### August
| Datum   | Rennen                                          | Kat.   | Sieger              | Team                        |
| ------- | ----------------------------------------------- | ------ | ------------------- | --------------------------- |
| 2.–4.   | Vuelta a León                                   | 2.2    | Jordi Simón         | Coluer Bicycles             |
| 2.–11.  | Tour de la Guadeloupe                           | 2.2    | Pierre Lebreton     | Team Peltrax                |
| 4.      | RideLondon Classic                              | 1.1    | Arnaud Démare       | FDJ.fr                      |
| 4.      | Antwerpse Havenpijl                             | 1.2    | Preben van Hecke    | Topsport Vlaanderen-Baloise |
| 4.      | Trofeo Internazionale Bastianelli               | 1.2    | Maqsat Ajasbajew    | Continental Team Astana     |
| 7.–11.  | Burgos-Rundfahrt                                | 2.HC   | Nairo Quintana      | Movistar                    |
| 7.–18.  | Volta a Portugal                                | 2.1    | Alejandro Marque    | OFM-Quinta da Lixa          |
| 8.–10.  | Tour of Szeklerland                             | 2.2    | Georgi Georgiew     | Brisaspor                   |
| 8.–11.  | Arctic Race of Norway                           | 2.1    | Thor Hushovd        | BMC Racing Team             |
| 9.–13.  | Tour de l’Ain                                   | 2.1    | Romain Bardet       | AG2R La Mondiale            |
| 10.     | Memoriał Henryka Łasaka                         | 1.2    | Florian Sénéchal    | Etixx-iHNed                 |
| 11.     | Puchar Uzdrowisk Karpackich                     | 1.2    | Adrian Honkisz      | CCC Polsat Polkowice        |
| 11.     | Gran Premio di Poggiana                         | 1.2U   | Andrea Zordan       | Zalf Euromobil Désirée Fior |
| 15.–18. | La Mi-Août en Bretagne                          | 2.2    | abgesagt            |                             |
| 16.     | Gran Premio Capodarco                           | 1.2    | Matteo Busato       | Trevigiani Dynamon Bottoli  |
| 16.–18. | Tour des Fjords                                 | 2.1    | Sergei Tschernezki  | Katusha                     |
| 17.     | Grand Prix Královehradeckého Kraje              | 1.2    | Petr Vakoč          | Etixx-iHNed                 |
| 17.     | Puchar Ministra Obrony Narodowej                | 1.2    | Bartłomiej Matysiak | CCC Polsat Polkowice        |
| 19.–25. | Baltic Chain Tour                               | 2.2    | Philipp Walsleben   | BKCP-Powerplus              |
| 20.     | Grote Prijs Stad Zottegem                       | 1.1    | Blaž Jarc           | Team NetApp-Endura          |
| 20.     | Grand Prix des Marbriers                        | 1.2    | Benoît Daeninck     | CC Nogent-sur-Oise          |
| 20.–23. | Tour du Limousin                                | 2.1    | Martin Elmiger      | IAM Cycling                 |
| 21.     | Coppa Agostoni                                  | 1.1    | Filippo Pozzato     | Lampre-Merida               |
| 21.     | Druivenkoers                                    | 1.1    | Bjorn Leukemans     | Vacansoleil-DCM             |
| 22.     | Coppa Bernocchi                                 | 1.1    | Sacha Modolo        | Bardiani Valvole-CSF Inox   |
| 23.     | Tre Valli Varesine                              | 1.HC   | Kristijan Đurasek   | Lampre-Merida               |
| 23.     | Dutch Food Valley Classic                       | 1.1    | Elia Viviani        | Cannondale Pro Cycling      |
| 24.–31. | Tour de l’Avenir                                | 2.Ncup | Rubén Fernández     | Spanien                     |
| 25.     | Châteauroux Classic de l’Indre                  | 1.1    | Bryan Coquard       | Team Europcar               |
| 25.     | Grand Prix Sofia I                              | 1.2    | abgesagt            |                             |
| 27.     | Grand Prix Sofia II                             | 1.2    | abgesagt            |                             |
| 27.–30. | Tour du Poitou Charentes                        | 2.1    | Thomas Voeckler     | Team Europcar               |
| 29.     | GP Industria e Commercio Artigianato Carnaghese | 1.1    | abgesagt            |                             |
| 30.–31. | World Ports Classic                             | 2.1    | Nikolas Maes        | Omega Pharma-Quick Step     |
| 31.     | Memorial Marco Pantani                          | 1.1    | Sacha Modolo        | Bardiani Valvole-CSF Inox   |
| 31.     | Giro del Veneto                                 | 1.1    | abgesagt            |                             |

### September
| Datum   | Rennen                                     | Kat. | Sieger                                     | Team                                |
| ------- | ------------------------------------------ | ---- | ------------------------------------------ | ----------------------------------- |
| 1.      | Schaal Sels                                | 1.1  | Pieter Jacobs                              | Topsport Vlaanderen-Baloise         |
| 1.      | Croatia-Slovenia                           | 1.2  | Riccardo Zoidl                             | Gourmetfein Simplon                 |
| 1.      | Ronde van Midden-Nederland                 | 1.2  | Sebastian Forke                            | Team NSP-Ghost                      |
| 1.      | Latvian Cycling Race                       | 1.2  | abgesagt                                   |                                     |
| 1.–5.   | Tour of Bulgaria                           | 2.2  | Rémy Di Gregorio                           | Team Martigues SC-Vivelo            |
| 4.      | Memorial Rik Van Steenbergen               | 1.1  | abgesagt                                   |                                     |
| 5.–7.   | Settimana Ciclistica Lombarda              | 2.1  | Patrik Sinkewitz                           | Meridiana Kamen Team                |
| 5.–8.   | Okolo Jižních Čech                         | 2.2  | Florian Sénéchal                           | Etixx-iHNed                         |
| 7.      | Brussels Cycling Classic                   | 1.HC | André Greipel                              | Lotto Belisol                       |
| 8.      | Grand Prix de Fourmies                     | 1.HC | Nacer Bouhanni                             | FDJ.fr                              |
| 8.      | Giro di Romagna                            | 1.1  | mit Memorial Marco Pantani zusammen gelegt |                                     |
| 8.      | Kernen Omloop Echt-Susteren                | 1.2  | Dylan Groenewegen                          | Cyclingteam de Rijke-Shanks         |
| 10.–13. | Monviso-Venezia – Il Padania               | 2.1  | abgesagt                                   |                                     |
| 14.     | Tour du Jura                               | 1.2  | Matthias Brändle                           | IAM Cycling                         |
| 14.     | De Kustpijl                                | 1.2  | Egidijus Juodvalkis                        | Crelan-Euphony                      |
| 15.     | Tour du Doubs                              | 1.1  | Aleksejs Saramotins                        | IAM Cycling                         |
| 15.     | Grote Prijs Jef Scherens                   | 1.1  | Bert De Backer                             | Team Argos-Shimano                  |
| 15.     | Baronie Breda Classic                      | 1.2  | Mike Teunissen                             | Rabobank Development Team           |
| 15.     | Chrono Champenois                          | 1.2  | Campbell Flakemore                         | Huon Salmon-Genesys Wealth Advisers |
| 15.–22. | Tour of Britain                            | 2.1  | Bradley Wiggins                            | Sky ProCycling                      |
| 18.     | Grand Prix de Wallonie                     | 1.1  | Jan Bakelants                              | Belgien                             |
| 20.     | Grand Prix de la Somme                     | 1.1  | Preben Van Hecke                           | Topsport Vlaanderen-Baloise         |
| 20.     | Kampioenschap van Vlaanderen               | 1.1  | Jens Debusschere                           | Lotto Belisol                       |
| 20.     | Grand Prix Pleven                          | 1.2  | abgesagt                                   |                                     |
| 21.     | Grote Prijs Impanis-Van Petegem            | 1.1  | Sep Vanmarcke                              | Belkin-Pro Cycling Team             |
| 21.     | Gran Premio Costa degli Etruschi           | 1.1  | Michele Scarponi                           | Lampre-Merida                       |
| 21.     | Tour Bohemia                               | 1.2  | Josef Benetseder                           | WSA                                 |
| 22.     | Weltmeisterschaft – Mannschaftszeitfahren  | CM   | Omega Pharma-Quick Step                    | Omega Pharma-Quick Step             |
| 22.     | Gran Premio Industria e Commercio di Prato | 1.1  | Gianfranco Zilioli                         | Androni Giocattoli-Venezuela        |
| 22.     | Grand Prix d’Isbergues                     | 1.1  | Arnaud Démare                              | FDJ.fr                              |
| 22.     | Grand Prix Lovech                          | 1.2  | abgesagt                                   |                                     |
| 23.     | Weltmeisterschaft – Einzelzeitfahren (U23) | CM   | Damien Howson                              | Australien                          |
| 24.     | Ruota d’Oro                                | 1.2U | Andrea Toniatti                            | Zalf Euromobil Désirée Fior         |
| 25.     | Weltmeisterschaft – Einzelzeitfahren       | CM   | Tony Martin                                | Deutschland                         |
| 25.     | Omloop van het Houtland Lichtervelde       | 1.1  | Marcel Kittel                              | Team Argos-Shimano                  |
| 27.     | Weltmeisterschaft – Straßenrennen (U23)    | CM   | Matej Mohorič                              | Slowenien                           |
| 28.     | Franco Ballerini Day                       | 1.1  | abgesagt                                   |                                     |
| 28.–29. | Tour du Gévaudan Languedoc-Roussillon      | 2.2  | Yoann Bagot                                | Cofidis, Solutions Crédits          |
| 29.     | Weltmeisterschaft – Straßenrennen          | CM   | Rui Costa                                  | Portugal                            |
| 29.     | Duo Normand                                | 1.1  | Luke Durbridge Svein Tuft                  | Orica GreenEdge                     |
| 29.     | Gooikse Pijl                               | 1.2  | Vegard Robinson Bugge                      | Joker Merida                        |

### Oktober
| Datum   | Rennen                    | Kat. | Sieger                      | Team                    |
| ------- | ------------------------- | ---- | --------------------------- | ----------------------- |
| 2.      | Mailand–Turin             | 1.HC | Diego Ulissi                | Lampre-Merida           |
| 3.      | Münsterland Giro          | 1.1  | Jos van Emden               | Belkin-Pro Cycling Team |
| 3.–6.   | Tour de l’Eurométropole   | 2.1  | Jens Debusschere            | Lotto Belisol           |
| 3.–6.   | Tour of Marmara           | 2.2  | abgesagt                    |                         |
| 5.      | Piccolo Giro di Lombardia | 1.2  | Davide Villella             | Team Colpack            |
| 6.      | Tour de Vendée            | 1.HC | Nacer Bouhanni              | FDJ.fr                  |
| 8.      | Binche–Chimay–Binche      | 1.1  | Reinardt Janse van Rensburg | Team Argos-Shimano      |
| 10.     | Coppa Sabatini            | 1.1  | Diego Ulissi                | Lampre-Merida           |
| 10.     | Paris–Bourges             | 1.1  | John Degenkolb              | Team Argos-Shimano      |
| 10.–13. | Tour of Marmara           | 2.2  | abgesagt                    |                         |
| 12.     | Giro dell’Emilia          | 1.HC | Diego Ulissi                | Lampre-Merida           |
| 13.     | Gran Premio Beghelli      | 1.1  | Leonardo Duque              | Colombia                |
| 13.     | Paris–Tours               | 1.HC | John Degenkolb              | Team Argos-Shimano      |
| 13.     | Paris–Tours (U23)         | 1.2U | Flavien Dassonville         | Comité Île-de-France    |
| 15.     | Nationale Sluitingsprijs  | 1.1  | Jens Debusschere            | Lotto Belisol           |
| 20.     | Chrono des Nations        | 1.1  | Tony Martin                 | Omega Pharma-Quick Step |